# Ugoa glauca
Ugoa glauca är en insektsart som beskrevs av Ronald Gordon Fennah 1945. Ugoa glauca ingår i släktet Ugoa och familjen sköldstritar. Inga underarter finns listade i Catalogue of Life.